# Mueda
Mueda este un oraș în Mozambic.

## Climă
| Date climatice pentru Mueda | Date climatice pentru Mueda | Date climatice pentru Mueda | Date climatice pentru Mueda | Date climatice pentru Mueda | Date climatice pentru Mueda | Date climatice pentru Mueda | Date climatice pentru Mueda | Date climatice pentru Mueda | Date climatice pentru Mueda | Date climatice pentru Mueda | Date climatice pentru Mueda | Date climatice pentru Mueda | Date climatice pentru Mueda |
| Luna                        | Ian                         | Feb                         | Mar                         | Apr                         | Mai                         | Iun                         | Iul                         | Aug                         | Sep                         | Oct                         | Nov                         | Dec                         | Anual                       |
| --------------------------- | --------------------------- | --------------------------- | --------------------------- | --------------------------- | --------------------------- | --------------------------- | --------------------------- | --------------------------- | --------------------------- | --------------------------- | --------------------------- | --------------------------- | --------------------------- |
| Maxima medie °C (°F)        | 28 (82)                     | 28 (82)                     | 27 (81)                     | 26 (79)                     | 26 (78)                     | 24 (76)                     | 24 (76)                     | 25 (77)                     | 27 (80)                     | 28 (83)                     | 29 (85)                     | 29 (84)                     | 26,8 (80,3)                 |
| Minima medie °C (°F)        | 18 (65)                     | 19 (66)                     | 18 (65)                     | 17 (63)                     | 16 (61)                     | 14 (57)                     | 13 (56)                     | 13 (56)                     | 14 (58)                     | 16 (61)                     | 17 (63)                     | 18 (64)                     | 16,3 (61,3)                 |
| Precipitații mm (inches)    | 269 (10.6)                  | 218 (8.6)                   | 234 (9.2)                   | 124 (4.9)                   | 23 (0.9)                    | 5 (0.2)                     | 0 (0)                       | 3 (0.1)                     | 3 (0.1)                     | 5 (0.2)                     | 41 (1.6)                    | 175 (6.9)                   | 1.100 (43,3)                |
| Sursă: Weatherbase          |                             |                             |                             |                             |                             |                             |                             |                             |                             |                             |                             |                             |                             |